# さいたま市立泰平中学校
さいたま市立泰平中学校（さいたましりつ たいへいちゅうがっこう）は、埼玉県さいたま市北区本郷町にある公立中学校。

## シンボル
校歌は宮沢章二作詞、岩河三郎作曲。校章は平和・躍動・雄飛を象徴した鳩の両翼を広げたデザインの中心に「中」の文字を置いた。

## 沿革
- 昭和53年（1978年） - 大宮市立泰平中学校が植竹中学校と大砂土中学校から分離開校。校章、校旗制定。
- 昭和54年（1979年） - 校歌制定。体育館落成及び開校記念式典。プール落成記念式典。立志の池完成。
- 昭和56年（1981年） - 歌碑並び庭園完成。テニスコート完成。
- 昭和59年（1984年） - 校舎南側緑化工事。
- 昭和62年（1987年） - 校庭ダスト舗装工事。開校10周年記念式典・祝賀会。
- 平成3年（1991年） - 学校の木「泰山木」制定。
- 平成5年（1993年） - コンピュータ室設置。
- 平成7年（1995年） - 武道場完成。
- 平成8年（1996年） - 一部分離し大宮市立土呂中学校が開校。
- 平成9年（1997年） - 開校20周年記念文化講演会。
- 平成10年（1998年） - 校庭大規模改修工事・プール改修工事。
- 平成12年（2000年） - 防球ネット及びフェンス全面改修工事。
- 平成13年（2001年） - 浦和市、与野市との合併に伴いさいたま市立泰平中学校に改称。
- 平成14年（2002年） - 開校25周年記念式典・祝賀会。学校の木「欅」制定。

## 出身者
- 加藤順大

## 交通アクセス
- 埼玉新都市交通伊奈線今羽駅から徒歩10分。